# Annika Tikk
Annika Tikk (* 17. August 1980) ist eine estnische Fußballspielerin.
Tikk spielte unter anderen beim Tallinna FC Levadia. Für die Nationalmannschaft Estland bestritt sie bisher 13 Länderspiele, wobei sie ein Tor erzielte.